# 북문 (북한산성)
북문(北門)은 북한산성에 있는 문이다. 조선 시대 단위로 높이 11척, 너비 10척의 규모이다. 홍예문으로 지어졌으나 지금은 문루는 없으며 초석만 남아 있다.

## 현지 안내문
원효봉과 영취봉 사이의 해발 430m 지점에 위치해 있으며, 산의 능선이 말연장 모습으로 움푹 들어간 형태를 보이는 안부(鞍부) 지점에 자리한다. 주변에 상은사와 훈련도감 유영지가 있는 것으로 미루어보아, 훈련도감 유영과 상운사에서 북문지역의 수비와 관리를 맡은 것으로 파악된다. 
북한산성에는 대서문·대남문·대동문·대성문·중성문·북문 등의 6개의 대문이 있으며, 큰길은 '대서문ㅡ중성문ㅡ대남문·대성문'을 연결하는 간선도로였다. 대문 중 북문과 대동문은 간선도로에서 벗어나 있는데, 이는 한양 도성과 상대적으로 멀리 떨어진 지점에 위치했기 때문인 것으로 보인다. 대문으로서 북문이 차지하는 비중이 낮았던 것은 북문만이 '대(大)'자를 붙이지 않은 사실로도 알 수 있다. 실제로 북한지(北漢誌, 1745년 간행)를 보면 북문에만 도로망이 연결돼 있지 않다.
성문은 석축기단 부분이 육축부(陸築部), 그 위에 올린 문루(門樓), 출입을 위한 개구부(開口部), 출입을 통제하기 위한 문짝 등으로 이루어진다. 
현재 북문에는 문루와 문짝이 없는 상태로 육축부와 개구부만이 남았있다. 문루 자리에는 초석만이 있으며, 개구부에는 문짝을 달았던 현형의 지도릿돌과 장군목을 가로질렀던 방형의 구멍이 남아있다.
북한산성의 대문이 완성된 때는 1711년(숙종 37)인데, 30여 년 후에 간행된 북한지에는 북문의 문루가 표현되어 있지 않다. 이를 근거로 18세기 전기에 이미 문루가 없어졌으며, 그 상태가 지금까지 이어져 왔을 것으로 추정하기도 한다.